# Kabinet-Vranitzky IV
De Oostenrijkse Bondsregering-Vranitzky IV regeerde van 29 november 1994 tot 12 maart 1996. Het kabinet was een coalitie van de Sozialistische Partei Österreichs (SPÖ) en de Österreichische Volkspartei (ÖVP) en stond onder leiding van bondskanselier Franz Vranitzky (SPÖ). Zijn vicekanselier was Erhard Busek (ÖVP) die op 4 mei 1995 plaatsmaakte voor zijn partijgenoot Wolfgang Schüssel.
Het scherpe optreden van vicekanselier Schüssel leidde tot een breuk tussen de coalitiegenoten (12 oktober 1995) en mondde uit in vervroegde verkiezingen die op 17 december plaatsvonden. Een dag na de verkiezingen verkreeg het kabinet een demissionaire status. Onderhandelingen over een nieuwe coalitie, die wederom uit SPÖ en ÖVP bestond, werden in maart 1996 afgerond waarna op de twaalfde van die maand de bondsregering-Vranitzky V aantrad.

## Kabinet–Vranitzky IV (1994–1996)
| Ambtsbekleder                   | Ambtsbekleder       | Ambtsbekleder              | Functie(s)                            | Ambtstermijn     | Ambtstermijn     | Partij(en) |
| ------------------------------- | ------------------- | -------------------------- | ------------------------------------- | ---------------- | ---------------- | ---------- |
|                                 | Franz Vranitzky     | Franz Vranitzky (1937)     | Bondskanselier                        | 16 juni 1986     | 28 januari 1997  | SPÖ        |
|                                 | Erhard Busek        | Erhard Busek (1941–2022)   | Vicekanselier                         | 1 juli 1991      | 5 mei 1995       | ÖVP        |
| Minister van Onderwijs          | Erhard Busek        | Erhard Busek (1941–2022)   | 30 november 1994                      |                  | 5 mei 1995       | ÖVP        |
|                                 | Wolfgang Schüssel   | Wolfgang Schüssel (1945)   | Vicekanselier                         | 5 mei 1995       | 4 februari 2000  | ÖVP        |
| Minister van Buitenlandse Zaken | Wolfgang Schüssel   | Wolfgang Schüssel (1945)   |                                       | 5 mei 1995       | 4 februari 2000  | ÖVP        |
|                                 |                     | Franz Löschnak (1940)      | Minister van Binnenlandse Zaken       | 1 februari 1989  | 5 april 1995     | SPÖ        |
|                                 | Caspar Einem        | Caspar Einem (1948–2021)   | Minister van Binnenlandse Zaken       | 5 april 1995     | 28 januari 1997  | SPÖ        |
|                                 |                     | Alois Mock (1934–2017)     | Minister van Buitenlandse Zaken       | 20 januari 1987  | 5 mei 1995       | ÖVP        |
|                                 | Ferdinand Lacina    | Ferdinand Lacina (1942)    | Minister van Financiën                | 16 juni 1986     | 5 april 1995     | SPÖ        |
|                                 | Andreas Staribacher | Andreas Staribacher (1957) | Minister van Financiën                | 5 april 1995     | 3 januari 1996   | SPÖ        |
|                                 | Viktor Klima        | Viktor Klima (1947)        | Minister van Financiën                | 3 januari 1996   | 28 januari 1997  | SPÖ        |
|                                 |                     | Nikolaus Michalek (1940)   | Minister van Justitie                 | 18 december 1990 | 4 februari 2000  | O          |
|                                 | Wolfgang Schüssel   | Wolfgang Schüssel (1945)   | Minister van Economische Zaken        | 24 april 1989    | 5 mei 1995       | ÖVP        |
|                                 |                     | Johannes Ditz (1951)       | Minister van Economische Zaken        | 5 mei 1995       | 16 juni 1996     | ÖVP        |
|                                 | Werner Fasslabend   | Werner Fasslabend (1944)   | Minister van Defensie                 | 18 december 1990 | 4 februari 2000  | ÖVP        |
|                                 | Christa Krammer     | Christa Krammer (1944)     | Minister van Volksgezondheid          | 18 maart 1994    | 28 januari 1997  | SPÖ        |
|                                 |                     | Josef Hesoun (1930–2003)   | Minister van Sociale Zaken            | 18 december 1990 | 5 april 1995     | SPÖ        |
| Minister van Arbeid             |                     | Josef Hesoun (1930–2003)   |                                       | 18 december 1990 | 5 april 1995     | SPÖ        |
|                                 |                     | Franz Hums (1937–2015)     | Minister van Sociale Zaken            | 5 april 1995     | 28 januari 1997  | SPÖ        |
| Minister van Arbeid             |                     | Franz Hums (1937–2015)     |                                       | 5 april 1995     | 28 januari 1997  | SPÖ        |
|                                 | Elisabeth Gehrer    | Elisabeth Gehrer (1942)    | Minister van Onderwijs                | 5 mei 1995       | 11 januari 2007  | ÖVP        |
|                                 | Viktor Klima        | Viktor Klima (1947)        | Minister van Transport                | 2 april 1992     | 12 maart 1996    | SPÖ        |
|                                 | Wilhelm Molterer    | Wilhelm Molterer (1955)    | Minister van Landbouw                 | 30 november 1994 | 28 februari 2003 | ÖVP        |
|                                 | Rudolf Scholten     | Rudolf Scholten (1955)     | Minister voor Wetenschap en Onderzoek | 30 november 1994 | 12 maart 1996    | SPÖ        |
|                                 | Maria Rauch-Kallat  | Maria Rauch-Kallat (1949)  | Minister voor Milieu                  | 5 november 1992  | 5 mei 1995       | ÖVP        |
|                                 | Martin Bartenstein  | Martin Bartenstein (1953)  | Minister voor Milieu                  | 5 mei 1995       | 4 februari 2000  | ÖVP        |
|                                 |                     | Sonja Moser (1946)         | Minister voor Jeugd en Gezin          | 30 november 1994 | 12 maart 1996    | ÖVP        |
|                                 | Johanna Dohnal      | Johanna Dohnal (1939–2010) | Minister voor Vrouwen Zaken           | 18 december 1990 | 5 april 1995     | SPÖ        |
|                                 | Helga Konrad        | Helga Konrad (1948)        | Minister voor Vrouwen Zaken           | 5 april 1995     | 28 januari 1997  | SPÖ        |

Renner · Figl I · Figl II · Figl III · Raab I · Raab II · Raab III · Raab IV · Gorbach I · Gorbach II · Klaus I · Klaus II · Kreisky I · Kreisky II · Kreisky III · Kreisky IV · Sinowatz · Vranitzky I · Vranitzky I · Vranitzky III · Vranitzky IV · Vranitzky V · Klima · Schüssel I · Schüssel II · Gusenbauer · Faymann I · Faymann II · Kern · Kurz I · Bierlein · Kurz II · Schallenberg · Nehammer · Stocker